# ميرانجين جيوبارك
ميرانجين جيوبارك (بالإندونيسية: Merangin Geopark) هي حديقة جيولوجية وطنية في ميرانجين ريجينسي في جمبي في جزيرة سومطرة إندونيسيا. تحتوي الحديقة الجيولوجية على شجرة أحفورية أراوكاريوكسيلون كاملة مع جذر يبلغ عمره 300 مليون سنة، حيث يعد الأقدم في آسيا. من المقترح أن تصبح عضوًا في شبكة جيوبارك العالمية ليتم الاعتراف بها من قبل اليونسكو بحلول عام 2017. تستغرق الرحلة حوالي ست ساعات من مدينة جمبي للوصول إلى الحديقة.

## الوصف
تبلغ مساحة الأرض الجيولوجية 20.360 كيلومتر مربع. يقدر عمرها بـ 300 مليون سنة. موقع ميرانجين جيوبارك هو أقدم لوحات في العالم لشظايا الأرض، متشابهة وحتى في نفس عمر الصخور الموجودة في المواقع التاريخية في الصين. لذلك أصبح المكان المجال الرئيسي للبحث لجيولوجيين العالم في دراسة تطور الأرض. هناك الكثير من النباتات الأحفورية، بدءًا من نباتات الأظافر، والديكوتيل، ومونوكوتيل، والمحار، والحشرات وغيرها، والتي تحجرت في الحمم الرواسب الصخرية والرماد البركاني للجبال القديمة. الحفريات في ميرانجين مبعثرة على طول نهري باتانغ ميرانجين ومانغكارانغ. الأحافير موجودة أيضًا في التربة.
ينقسم ميرانجين جيوبارك إلى أربعة أجزاء. وهي حديقة باليوبوتاين ميرانجين وحديقة أعالي كرينسي وحديقة سارولانغون الجيولوجية الثقافية وحديقة غودوانا بوكيت. تنقسم حديقة باليوبوتاين ميرانجين إلى ثلاث مناطق. وهي منطقة مستجمعات المياه، ومنطقة الحفظ الجغرافي الأساسية، والحفظ الحيوي، والحفظ الثقافي والمنطقة العازلة وهي المنطقة الواقعة على طول مستجمعات المياه.
حديقة باليوبوتاين ميرانجين تبلغ مساحتها 1.551 كيلومتر مربع مقسمة إلى منطقتين. تسمى المنطقة الأولى الحفظ الجغرافي الذي ينقسم إلى كتلتين. وهي منطقة جمبي فلورا التي تشمل قرية واتو باتو إلى قرية بيوكو تانجونج ومنطقة كارس سينجاياو في نهر ماناو وكارس جانجكات. يوجد في منطقة كارس سينجاياو 13 كهف. المنطقة الثانية تسمى الحفظ الحيوي. وهي مناطق الغابات المحمية والغابات العرفية في ميرانجين. أحدهم الغابة العرفية في قرية جوجوك، ومنطقة رينا بمباراب. تبلغ مساحة غابة جوجوك حوالي 690 هكتار.

## الجاذبية
تتميز المنطقة بالصخور القديمة التي تقع على طول النهر، والأحافير النباتات والأشجار على ضفاف النهر، مما يجعلها نقطة جذب سياحية طبيعية وجولة تاريخية غريبة. الأنهار السريعة هي أيضًا موقع تجديف. يستخدم هذا الموقع عدة مرات كمكان للتنافس في التجديف الدولي. اجتذب ميرانجين جيوبارك العديد من الباحثين الأجانب القادمين من أوروبا وأمريكا وماليزيا واليابان.